# Kai (nhà văn)
Kai (魁 Sakigake) là một nhà văn Nhật Bản đang làm việc với nhiều thương hiệu và chi nhánh khác nhau của hãng sản xuất visual novel Visual Art's, đặc biệt là cho Key với tác phẩm Kud Wafter, ông là người đứng đầu trong việc lập kế hoạch và phát triển trò chơi này. Kai cũng tham gia thực hiện visual novel 5 của Ram, cũng như đóng góp một số kịch bản cho AIR và CLANNAD của Key. Ông viết 3 bộ tiểu thuyết mang tên Show Details for Death và đã được Ichijinsha phát hành từ năm 2008 đến năm 2009.

## Tác phẩm chính

### Trò chơi điện tử
- AIR (bởi Key, 2000) - Kịch bản của Minagi Tohno (một phần)
- Ribbon2 (bởi Bonbee!)
- Alma: Zutto Soba ni... (bởi Bonbee!, 2003)
- CLANNAD (bởi Key, 2004) - Kịch bản Fujibayashi Ryou, Hiiragi Kappei, Miyazawa Yukine (một phần)
- 5 (bởi Ram, 2008)
- Kud Wafter (bởi Key, 2010) - Lập kế hoạch và thiết kế

### Tiểu thuyết
- Show Details for Death (3 bộ do Ichijinsha phát hành, 2008-2009)